# Ivisan
Ivisan è una municipalità di quarta classe delle Filippine, situata nella Provincia di Capiz, nella Regione del Visayas Occidentale.
Ivisan è formata da 15 baranggay:
- Agmalobo
- Agustin Navarra
- Balaring
- Basiao
- Cabugao
- Cudian
- Ilaya-Ivisan
- Malocloc Norte
- Malocloc Sur
- Matnog
- Mianay
- Ondoy
- Poblacion Norte
- Poblacion Sur
- Santa Cruz